# 泰羅鎮區 (明尼蘇達州耶洛梅德辛縣)
泰羅鎮區（英語：Tyro Township）是位於美國明尼蘇達州耶洛梅德辛縣的一個行政鎮區。

## 歷史
泰羅鎮區於1879年成立，鎮區的英文直譯為「新穎」或「起始」。

## 地方資料
泰羅鎮區的面積為93.82平方千米，當中陸地面積為93.79平方千米，而水域面積為0.03平方千米。根據2020年美國人口普查的數據，當地共有人口147人，而人口密度為每平方千米1.57人。